# Bergtshofen
Bergtshofen (fränkisch: Bärchdshofn) ist ein Gemeindeteil der Gemeinde Gallmersgarten im Landkreis Neustadt an der Aisch-Bad Windsheim (Mittelfranken, Bayern). Bergtshofen liegt in der Gemarkung Gallmersgarten.

## Geographie
Durch das Dorf fließt der Ottenbach, ein linker Zufluss der Ens. 1 km nordwestlich liegen die Waldgebiete Buchheimer Holz, Seeholz und Lochholz, 1 km westlich liegt die Gigertsleite, 0,5 km nördlich erhebt sich der Kirchbuck, 0,2 km südöstlich der Tannenbuck. Gemeindeverbindungsstraßen führen nach Hochbach (1,3 km südöstlich), nach Buchheim (3 km östlich), nach Ermetzhofen zur Kreisstraße NEA 31 (2 km nordwestlich) und zur NEA 31 bei Mörlbach (2 km westlich).

## Geschichte
Die erste schriftliche Erwähnung in einer Urkunde zur Festlegung der Grenzen des Wildbannes durch Kaiser Otto III. datiert vom 1. Mai 1000. Der Kaiser verlieh Bischof Heinrich von Würzburg den Wildbann über den zum castellum Bernheim und Villa Liuthereshusun gehörenden Forst. „Perenuuigeshouun“ wird in dieser Urkunde als 23. Grenzpunkt benannt. Das Bestimmungswort des Ortsnamens ist der Personenname Berenwīg.
Gemäß einer Urkunde von 1363 wurden dem Kloster Heilsbronn Grundgefälle in Bergtshofen zugesichert. Der Rothenburger Bürger Heinrich Toppler erwarb u. a. in Bergtshofen zwei Güter.
Gegen Ende des 18. Jahrhunderts gab es in Bergtshofen acht Anwesen. Das Hochgericht übte das brandenburg-bayreuthische Schultheißenamt Burgbernheim aus. Die Dorf- und Gemeindeherrschaft hatten die Reichsstadt Windsheim und das Castell’sche Amt Rüdenhausen gemeinsam inne. Grundherren waren das Oberamt Uffenheim (1 Hof), die Reichsstadt Windsheim (2 Viertelhöfe, 1 Gut, 1 Häckersgut) und das Amt Rüdenhausen (3 Güter).
Von 1797 bis 1810 unterstand der Ort dem Justizamt Külsheim und Kammeramt Ipsheim. Im Rahmen des Gemeindeedikts wurde Bergtshofen dem 1811 gebildeten Steuerdistrikt Burgbernheim und der 1817 gebildeten Ruralgemeinde Burgbernheim zugeordnet. Mit dem Zweiten Gemeindeedikt (1818) wurde es nach Gallmersgarten umgemeindet.

## Einwohnerentwicklung
| Jahr      | 001818 | 001840 | 001861 | 001871 | 001885 | 001900 | 001925 | 001950 | 001961 | 001970 | 001987 |
| Einwohner | 65     | 70     | 76     | 82     | 82     | 74     | 76     | 83     | 64     | 60     | 64     |
| Häuser    | 12     | 13     |        |        | 15     | 17     | 16     | 13     | 13     |        | 12     |
| Quelle    | [ 14 ] | [ 15 ] | [ 16 ] | [ 17 ] | [ 18 ] | [ 19 ] | [ 20 ] | [ 21 ] | [ 22 ] | [ 23 ] | [ 1 ]  |

## Baudenkmäler
- Buchheimer Weg 1: Walmdachhaus[24]
- Hochbacher Straße 2: Walmdachhaus[24]
- Gemeindehaus: kleiner, erdgeschossiger Massivbau, im Wirtschaftsteil umgebaut; Giebel mit einfachem Fachwerk und Halbwalm; über der Haustür bezeichnet „1801“[25]

## Religion
Der Ort ist seit der Reformation evangelisch-lutherisch geprägt und bis heute nach St. Blasius (Buchheim) gepfarrt. Die Katholiken sind nach St. Bonifaz (Bad Windsheim) gepfarrt.